# Japanse kampioenschappen schaatsen afstanden 2020
De Japanse kampioenschappen afstanden 2020 werden van 25 tot en met 27 oktober 2019 gehouden op de overdekte schaatsbaan Hachinohe Skating Arena in Hachinohe. 
Bij deze JK afstanden (m/v) waren naast de nationale titels en medailles op de afstanden ook startbewijzen te verdienen voor de eerste serie wereldbekerwedstrijden van het seizoen 2019/20.

## Tijdschema
| Programma                |                                                                       | |
| Datum                    | Aanvang                                                               | Onderdeel |
| vrijdag 25 oktober 2019  | 10:40 uur 11:00 uur 11:25 uur 12:50 uur 13:25 uur 14:10 uur 15:45 uur | 500 meter meisjes (junioren) 500 meter jongens (junioren) 3000 meter meisjes (junioren) 500 meter vrouwen 500 meter mannen 3000 meter vrouwen 5000 meter mannen    |
| zaterdag 26 oktober 2019 | 10:35 uur 11:00 uur 11:30 uur 13:00 uur 14:15 uur 15:05 uur 15:20 uur | 1000 meter jongens (junioren) 1000 meter meisjes (junioren) 3000 meter mannen (junioren) 1000 meter vrouwen 1000 meter mannen Massastart vrouwen Massastart mannen |
| zondag 27 oktober 2019   | 09:10 uur 09:30 uur 10:10 uur 11:05 uur 12:45 uur 14:15 uur           | 1500 meter meisjes (junioren) 1500 meter jongens (junioren) 1500 meter vrouwen 1500 meter mannen 5000 meter vrouwen 10.000 meter mannen                            |

## Medailles

### Mannen
| Onderdeel          | Goud             | Goud        | Zilver             | Zilver     | Brons             | Brons    |
| ------------------ | ---------------- | ----------- | ------------------ | ---------- | ----------------- | -------- |
| 500 m Details      | Tatsuya Shinhama | 34,72 BR    | Yuuma Murakami     | 35,17      | Yamato Matsui     | 35,20    |
| 1000 m Details     | Tatsuya Shinhama | 1.09,63 BR  | Ryouta Kojima      | 1.09,64 PR | Masaya Yamada     | 1.09,77  |
| 1500 m Details     | Shane Williamson | 1.47,59 BR  | Riku Tsuchiya      | 1.47,70    | Takuro Oda        | 1.47,96  |
| 5000 m Details     | Ryosuke Tsuchiya | 6.29,35 BR  | Masahito Oobayashi | 6.31,25    | Seitaro Ichinohe  | 6.31,46  |
| 10.000 m Details   | Takahiro Ito     | 13.30,81 BR | Masahito Oobayashi | 13.39,32   | Takuro Ogawa      | 13.44,25 |
| Massastart Details | Shane Williamson | 8.29,11     | Seitaro Ichinohe   | 8.29,28    | Ryousuke Tsuchiya | 8.38,39  |

### Vrouwen
| Onderdeel          | Goud            | Goud       | Zilver         | Zilver   | Brons             | Brons    |
| ------------------ | --------------- | ---------- | -------------- | -------- | ----------------- | -------- |
| 500 m Details      | Nao Kodaira     | 37,66 BR   | Miho Takagi    | 38,37    | Maki Tsuji        | 38,44    |
| 1000 m Details     | Miho Takagi     | 1.15,24 BR | Nao Kodaira    | 1.15,87  | Maki Tsuji        | 1.17,38  |
| 1500 m Details     | Miho Takagi     | 1.56,32 BR | Nao Kodaira    | 1.58,27  | Nana Takagi       | 1.59,22  |
| 3000 m Details     | Miho Takagi     | 4.11,67 BR | Nene Sakai     | 4.13,53  | Yuna Onodera      | 4.15,14  |
| 5000 m Details     | Lemi Williamson | 7.16,19 BR | Nene Sakai     | 7.17,02  | Nana Takahashi    | 7.25,75  |
| Massastart Details | Karuna Koyama   | 11.06,93   | Marie Sawajiri | 11.06,97 | Tsukushi Takigami | 11.07,33 |

## Selectiecriteria
De startplaatsen voor het wereldbekerseizoen 2019/20 worden bepaald op basis van de uitslagen per afstand. Naargelang het aantal startplekken per afstand, worden de startplaatsen ingevuld. 

### Startplekken per afstand (wereldbeker)
Op basis van de resultaten uit de wereldbeker van 2018/2019 heeft Japan de onderstaande deelnamequota verdiend. Per afstand mogen maximaal 5 schaatsers deelnemen. Het organiserende land van een wereldbeker mag het maximale aantal van 5 deelnemers inschrijven. Voor Japan geldt dit voor wereldbeker 1 en 2.
| Startplekken per afstand      | Startplekken per afstand | Startplekken per afstand | Startplekken per afstand | Startplekken per afstand | Startplekken per afstand |
|                               | 500m                     | 1000m                    | 1500m                    | 3/5km                    | 5/10km                   |
| ----------------------------- | ------------------------ | ------------------------ | ------------------------ | ------------------------ | ------------------------ |
| Wereldbeker 1 en 2 (in Japan) |                          |                          |                          |                          |                          |
| Mannen                        | 5                        | 5                        | 5                        | 5                        | n.v.t.                   |
| Vrouwen                       | 5                        | 5                        | 5                        | 5                        | n.v.t.                   |
| Wereldbeker 3 t/m 5           |                          |                          |                          |                          |                          |
| Mannen                        | 4                        | 3                        | 4                        | 3                        | 3                        |
| Vrouwen                       | 5                        | 5                        | 4                        | 5                        | 5                        |

## Deelnemers[5][6]
| Afstand      | Deelnemers | Deelnemers   | Deelnemers | Deelnemers   |
| Afstand      | Senioren   | Senioren     | Junioren   | Junioren     |
| Afstand      | Mannen     | Vrouwen      | Jongens    | Meisjes      |
| ------------ | ---------- | ------------ | ---------- | ------------ |
| 500 meter    | 28 rijders | 22 rijdsters | 17 rijders | 17 rijdsters |
| 1000 meter   | 33 rijders | 27 rijdsters | 17 rijders | 17 rijdsters |
| 1500 meter   | 33 rijders | 30 rijdsters | 22 rijders | 20 rijdsters |
| 3000 meter   | -          | 22 rijdsters | 21 rijders | 13 rijdsters |
| 5000 meter   | 24 rijders | 12 rijdster  | -          | -            |
| 10.000 meter | 13 rijders | -            | -          | -            |
| Massastart   | 16 rijders | 16 rijdsters | -          | -            |